# Revuelta de Bancao
La revuelta de Bankaw (1621-1622) fue un levantamiento religioso contra el dominio colonial español dirigido por Bankaw o Bancao, datu de varios sitios en la isla de Leyte: Limasawa, Carigara, Abuyog, Sogod. Recibió a Miguel López de Legazpi cuando llegó a Filipinas en 1564 y se convirtió al cristianismo. Por su hospitalario acogimiento con López de Legazpi y sus hombres, recibió una carta de agradecimiento del rey de España Felipe II. También recibió un obsequio del rey en reconocimiento a la hospitalidad de su abuelo hacia Fernando de Magallanes. Aunque fue uno de los primeros conversos del catolicismo bajo el mandato de Legazpi, dejó su fe y lealtad a los españoles unos cincuenta años después. Junto con un babaylán (monje animista) llamado Pagali y sus hijos, construyó un templo para un diwata (deidad local) e incitó a personas de seis pueblos a participar en la revuelta. Se cree que Pagali usó algo de magia para atraer seguidores, y pensó que podrían convertir a los españoles en arcilla arrojándoles trozos de tierra.
El párroco Padre Melchor de Vera, acudió a Cebú para denunciar la insurrección. La rebelión fue reprimida por Juan de Alcarazo, alcalde mayor de Cebú, y las tropas coloniales españolas y filipinas en cuarenta barcos enviados por el gobernador general Alonso Fajardo de Entenza. Los españoles acamparon en el interior de un templo dedicado a un diwata y lo quemaron diez días más tarde. La cabeza de Bankaw fue perforada en una estaca de bambú y se mostró al público como aviso. Su hijo fue decapitado y un babaylán fue quemado en la hoguera. Otros tres seguidores fueron ejecutados por un pelotón de fusilamiento. Para disipar el encanto que causó el diwata, ochenta y un sacerdotes rebeldes fueron quemados. Algunos rebeldes fueron capturados, incluidos la hija y el hijo de Bankaw.